# Ayuntamiento de Tokio

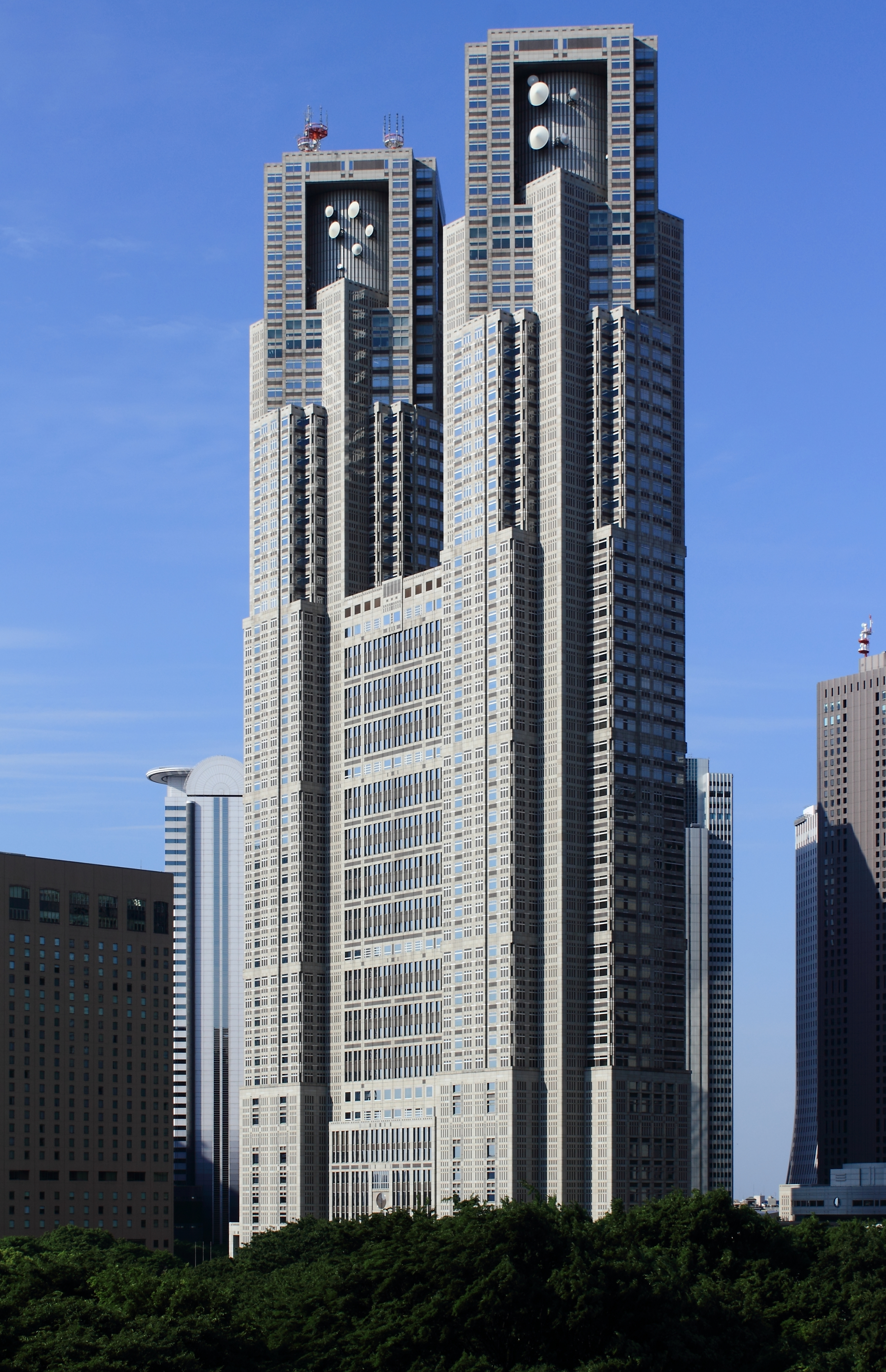
La Torre 1.

El Ayuntamiento de Tokio o Edificio del Gobierno Metropolitano de Tokio (東京都庁舎 Tōkyō-to Chōsha?), también conocido como Tochō (都庁) para abreviar, es un complejo de rascacielos que contiene la sede del Gobierno Metropolitano de Tokio, que gobierna los barrios especiales, ciudades y pueblos que conforman la metrópolis de Tokio en su totalidad.

## Descripción
Situado en Shinjuku, uno de los barrios especiales más importantes de la Metrópolis de Tokio, el complejo consta de tres rascacielos, cada uno de los cuales ocupa una manzana. El más alto y prominente de los tres es el Rascacielos Principal del Gobierno Metropolitano (N.º 1), o Torre 1, una torre de 243 metros y 48 plantas que se divide en dos secciones en la planta 33. El rascacielos tiene también tres plantas por debajo del suelo. Su diseño (que pretendía parecerse a un chip de ordenador), es del arquitecto Kenzō Tange (y asociados) y tiene muchos detalles simbólicos, el más notable es la ya mencionada división que recrea la apariencia de una catedral gótica. En esta torre trabajan trece mil personas.
Los otros dos rascacielos del complejo son el Rascacielos de la Asamblea Metropolitana de Tokio (que tiene ocho plantas y un sótano) y el Rascacielos Principal del Gobierno Metropolitano (N.º 2) o Torre 2, que tiene 163 metros de altura, 37 plantas y tres sótanos.
Las dos plataformas de observación panorámicas, en la planta 45 de cada torre
(202 m de altura), son gratuitos al público y contienen tiendas de recuerdos y cafeterías. Están abiertos hasta las 23:00 en días laborables. El uso de cámaras está permitido, pero los trípodes están prohibidos.

## Historia
El rascacielos se completó en 1991 con un coste de 157 000 millones de yenes (unos mil millones de dólares) de dinero público. Sustituyó al antiguo Ayuntamiento de Tokio en Yūrakuchō, que fue construido en 1957 y diseñado por Kenzō Tange (que diseñó también el sucesor). En la antigua ubicación del Ayuntamiento de Tokio está ahora el Foro Internacional de Tokio.
La Torre 1 mantuvo el título de rascacielos más alto de Tokio (por altura de azotea), desde 1991 hasta finales de 1993, cuando fue superado por el Yokohama Landmark.
También fue el más alto de Japón desde 1991, año de su construcción, superando a Sunshine 60, hasta 1993, en el que el Landmark Tower, en Yokohama, le quitó el primer puesto. En la actualidad es el undécimo.
La Torre 2 fue la 11.ª más alta de Tokio en el momento de su construcción, pero es actualmente la 91.ª más alta de Tokio.

## En la cultura popular
Aunque no ha conseguido el mismo grado de reconocimiento mundial que la Torre de Tokio, el Rascacielos del Gobierno Metropolitano ha llegado a representar la Metrópolis de Tokio por sí misma. Aparece con frecuencia en la ciencia ficción japonesa como símbolo de autoridad o, a menudo, sirviendo como la base de escenas típicas que representan un Shinjuku futurista o posapocalíptico.
- En 1991 OAV Message de la serie animada de televisión Yoroiden Samurai Troopers, el espíritu de Suzunagi se manifiesta por primera vez en la azotea.
- En la película de Godzilla de 1991 Godzilla vs. King Ghidorah, el rascacielos del Gobierno Metropolitano es destruido por Godzilla en una pelea con King Ghidorah.
- El Rascacielos del Gobierno Metropolitano es el último monumento que queda después de que Tokio esté en ruinas en la serie de animación Mobile Fighter G Gundam.
- En Digimon Tamers el rascacielos es la sede de la organización Hypnos, y suceden en el rascacielos varias batallas importantes.
- En Ghost in the Shell: S.A.C. 2nd GIG, el complejo se sitúa, medio cubierto por el agua, encima de la "Instalación Nuclear Subterránea de Shinjuku"; un lugar notable de una trama secundaria recurrente.[4]
- En X de CLAMP, la sede de los Dragones de la Tierra está situada por debajo del Edificio del Gobierno Metropolitano de Tokio.
- El rascacielos aparece brevemente en el episodio de Los Simpson "Treinta minutos sobre Tokio".
- El rascacielos ha aparecido varias veces en el mundialmente famoso manga Shin-chan.
- El rascacielos aparece en el anime Zankyou no Terror en donde es el primer objetivo terrorista de Nine y Twelve.
- La arquitectura de La Ciudadela de la ciudad de Insomnia de Final Fantasy XV está basado en el Ayuntamiento de Tokio.
- El rascacielos aparece en la ciudad ficticia de Quadratum en la saga Kingdom Hearts.